# Danh sách xã thuộc tỉnh Bắc Ninh
Tính đến ngày 1 tháng 12 năm 2024, tỉnh Bắc Ninh có 121 đơn vị hành chính cấp xã, trong đó có 66 xã.
Dưới đây là danh sách các xã thuộc tỉnh Bắc Ninh hiện nay.
| Xã             | Trực thuộc         | Diện tích (km²) | Dân số (người) | Mật độ dân số (người/km²) | Thành lập |
| -------------- | ------------------ | --------------- | -------------- | ------------------------- | --------- |
| An Tập         | Huyện Lương Tài    |                 |                |                           |           |
| An Thịnh       | Huyện Lương Tài    |                 |                |                           |           |
| Bình Dương     | Huyện Gia Bình     |                 |                |                           |           |
| Bình Định      | Huyện Lương Tài    |                 |                |                           |           |
| Cảnh Hưng      | Huyện Tiên Du      |                 |                |                           |           |
| Cao Đức        | Huyện Gia Bình     |                 |                |                           |           |
| Châu Phong     | Thị xã Quế Võ      |                 |                |                           |           |
| Chi Lăng       | Thị xã Quế Võ      |                 |                |                           |           |
| Dũng Liệt      | Huyện Yên Phong    |                 |                |                           |           |
| Đại Bái        | Huyện Gia Bình     |                 |                |                           |           |
| Đại Đồng       | Huyện Tiên Du      |                 |                |                           |           |
| Đại Đồng Thành | Thị xã Thuận Thành |                 |                |                           |           |
| Đại Lai        | Huyện Gia Bình     |                 |                |                           |           |
| Đào Viên       | Thị xã Quế Võ      |                 |                |                           |           |
| Đình Tổ        | Thị xã Thuận Thành |                 |                |                           |           |
| Đông Cứu       | Huyện Gia Bình     |                 |                |                           |           |
| Đông Phong     | Huyện Yên Phong    |                 |                |                           |           |
| Đông Thọ       | Huyện Yên Phong    |                 |                |                           |           |
| Đông Tiến      | Huyện Yên Phong    |                 |                |                           |           |
| Đức Long       | Thị xã Quế Võ      |                 |                |                           |           |
| Giang Sơn      | Huyện Gia Bình     |                 |                |                           |           |
| Hiên Vân       | Huyện Tiên Du      |                 |                |                           |           |
| Hòa Tiến       | Huyện Yên Phong    |                 |                |                           |           |
| Hoài Thượng    | Thị xã Thuận Thành |                 |                |                           |           |
| Hoàn Sơn       | Huyện Tiên Du      |                 |                |                           |           |
| Lạc Vệ         | Huyện Tiên Du      |                 |                |                           |           |
| Lãng Ngâm      | Huyện Gia Bình     |                 |                |                           |           |
| Lâm Thao       | Huyện Lương Tài    |                 |                |                           |           |
| Liên Bão       | Huyện Tiên Du      |                 |                |                           |           |
| Long Châu      | Huyện Yên Phong    |                 |                |                           |           |
| Mão Điền       | Thị xã Thuận Thành |                 |                |                           |           |
| Minh Đạo       | Huyện Tiên Du      |                 |                |                           |           |
| Mộ Đạo         | Thị xã Quế Võ      |                 |                |                           |           |
| Nghĩa Đạo      | Thị xã Thuận Thành |                 |                |                           |           |
| Ngọc Xá        | Thị xã Quế Võ      |                 |                |                           |           |
| Ngũ Thái       | Thị xã Thuận Thành |                 |                |                           |           |
| Nguyệt Đức     | Thị xã Thuận Thành |                 |                |                           |           |
| Nội Duệ        | Huyện Tiên Du      |                 |                |                           |           |
| Phật Tích      | Huyện Tiên Du      |                 |                |                           |           |
| Phú Hòa        | Huyện Lương Tài    |                 |                |                           |           |
| Phù Lãng       | Thị xã Quế Võ      |                 |                |                           |           |
| Phú Lâm        | Huyện Tiên Du      |                 |                |                           |           |
| Phú Lương      | Huyện Lương Tài    |                 |                |                           |           |
| Quang Minh     | Huyện Lương Tài    |                 |                |                           |           |
| Quảng Phú      | Huyện Lương Tài    |                 |                |                           |           |
| Quỳnh Phú      | Huyện Gia Bình     |                 |                |                           |           |
| Song Giang     | Huyện Gia Bình     |                 |                |                           |           |
| Song Liễu      | Thị xã Thuận Thành |                 |                |                           |           |
| Tam Đa         | Huyện Yên Phong    |                 |                |                           |           |
| Tam Giang      | Huyện Yên Phong    |                 |                |                           |           |
| Tân Chi        | Huyện Tiên Du      |                 |                |                           |           |
| Tân Lãng       | Huyện Lương Tài    |                 |                |                           |           |
| Thái Bảo       | Huyện Gia Bình     |                 |                |                           |           |
| Thụy Hòa       | Huyện Yên Phong    |                 |                |                           |           |
| Tri Phương     | Huyện Tiên Du      |                 |                |                           |           |
| Trung Chính    | Huyện Lương Tài    |                 |                |                           |           |
| Trung Kênh     | Huyện Lương Tài    |                 |                |                           |           |
| Trung Nghĩa    | Huyện Yên Phong    |                 |                |                           |           |
| Vạn Ninh       | Huyện Gia Bình     |                 |                |                           |           |
| Văn Môn        | Huyện Yên Phong    |                 |                |                           |           |
| Việt Đoàn      | Huyện Tiên Du      |                 |                |                           |           |
| Việt Thống     | Thị xã Quế Võ      |                 |                |                           |           |
| Xuân Lai       | Huyện Gia Bình     |                 |                |                           |           |
| Yên Giả        | Thị xã Quế Võ      |                 |                |                           |           |
| Yên Phụ        | Huyện Yên Phong    |                 |                |                           |           |
| Yên Trung      | Huyện Yên Phong    |                 |                |                           |           |